# 韓国天文研究院
韓国天文研究院 (かんこくてんもんけんきゅういん、英: Korea Astronomy and Space Science Institute, KASI)は、大韓民国の国立天文学研究機関である。1974年に韓国国立天文台(Korean National Astronomical Observatory)として設立され、宇宙科学天文学研究所(Institute of Space Science and Astronomy)、韓国天文台(Korea Astronomy Observatory)を経て、1999年に現在の名称となった。
日本の国立天文台、中国科学院国家天文台、台湾の中央研究院天文及天文物理研究所とともに、東アジア中核天文台連合(EACOA)を結成している。

## 組織
大田広域市儒城区に本部を置き、光学天文学、電波天文学、宇宙科学、衛星測地学の天文学関連4分野に加え、観測天文学と理論天文学を統一的に扱う国際天体物理学センター、一般向けの広報活動と天文暦の編纂、韓国標準時の決定を行う天文情報センターからなる。

### 光学天文学部門
- 小白山天文台(SOAO):口径61cm反射望遠鏡
- 普賢山天文台(BOAO):口径1.8m反射望遠鏡

### 電波天文学部門
- 大徳電波天文台(TRAO):口径14m電波望遠鏡
- 韓国超長基線電波干渉計ネットワーク(KVN):21m電波望遠鏡(ソウル、蔚山、済州特別自治道の3か所)

### 宇宙科学部門
- 人工衛星搭載機器研究グループ
- 太陽・宇宙天気研究グループ

### 衛星測地学部門
- 地球観測システム研究グループ
- 全地球測位システム研究グループ